# Gran Premio de Bélgica de Motociclismo de 1965
El Gran Premio de Bélgica de Motociclismo de 1965 fue la séptima prueba de la temporada 1965 del Campeonato Mundial de Motociclismo. El Gran Premio se disputó el 4 de julio de 1965 en el Circuito de Spa.

## Resultados 500cc
En la categoría reina, Mike Hailwood se fue alejando de Giacomo Agostini a razón de 5 o 6 segundos por vuelta por lo que las dos primeras posiciones quedaron claras. La tensión vino de la batalla por el tercer lugar, que fue entre los pilotos de Norton Jack Ahearn, Ian Burne, Chris Conn, Gyula Marsovszky y Derek Minter y las Matchless de Paddy Driver y Fred Stevens. Minter finalmente tomó el tercer lugar.
| Pos.    | Piloto           | Moto      | Tiempo     | Pts. |
| ------- | ---------------- | --------- | ---------- | ---- |
| 1       | Mike Hailwood    | MV Agusta | 1h 05:22.6 | 8    |
| 2       | Giacomo Agostini | MV Agusta | +1:30.8    | 6    |
| 3       | Derek Minter     | Norton    | +3:37.0    | 4    |
| 4       | Paddy Driver     | Matchless | +3:37.4    | 3    |
| 5       | Fred Stevens     | Matchless | +3:57.2    | 2    |
| 6       | Gyula Marsovszky | Matchless | +3:57.9    | 1    |
| 7       | Chris Conn       | Norton    |            |      |
| 8       | Ian Burne        | Norton    |            |      |
| 9       | Jack Ahearn      | Norton    |            |      |
| 10      | Dan Shorey       | Norton    |            |      |
| Ret     | John Smith       | Norton    | Ret        |      |
| Ret     | Syd Mizen        | Matchless | Ret        |      |
| Ret     | John Cooper      | Norton    | Ret        |      |
| Ret     | Bosse Granath    | Matchless | Ret        |      |
| Ret     | Stuart Graham    | Matchless | Ret        |      |
| Ret     | Jack Findlay     | Matchless | Ret        |      |
| Ret     | Lewis Young      | Matchless | Ret        |      |
| Fuente: |                  |           |            |      |

## Resultados 250cc
En el cuarto de litro, la Honda de Jim Redman estuvo a la altura de la Yamaha RD 56 de Phil Read. Protagonizaron un buen duelo y cambiaron de posición varias veces por vuelta. Para Read, la victoria era importante, porque obligaba a Redman a ganar todas las carreras que restaban para convertirse en campeón mundial. Cuando faltaban dos vueltas, comenzó a llover en la parte sur del circuito, pero Redman logró que su Honda cruzara la línea de llegada cuatro décimas antes de Read. Mike Duff (Yamaha) terminó 40 segundos detrás del duo de cabeza.

| Pos. | Piloto              | Moto       | Tiempo     | Pts. |
| ---- | ------------------- | ---------- | ---------- | ---- |
| 1    | Jim Redman          | Honda      | 39' 21" 7  | 8    |
| 2    | Phil Read           | Yamaha     | + 0" 4     | 6    |
| 3    | Mike Duff           | Yamaha     | +37" 8     | 4    |
| 4    | Yoshimi Katayama    | Suzuki     | + 47" 8    | 3    |
| 5    | Frank Perris        | Suzuki     | + 1' 03" 7 | 2    |
| 6    | Bruce Beale         | Honda      | + 4' 35" 1 | 1    |
| 7    | Günter Beer         | Honda      |            |      |
| 8    | Ginger Molloy       | Bultaco    |            |      |
| 9    | Cees van Dongen     | Honda      |            |      |
| 10   | Gyula Marsovszky    | Bultaco    |            |      |
| 11   | Barry Smith         | Bultaco    |            |      |
| 12   | Raymond Bogaerdt    | Aermacchi  |            |      |
| 13   | John Barnes         | Moto Guzzi |            |      |
| 14   | Guinness Eyre Smyth | Bultaco    |            |      |
| 15   | Erie Goegebeur      | Yamaha     |            |      |

## Resultados 50cc
En la categoría pequeña, se batió el récord del circuito una vuelta tras otra. Phil Read fue el más rápido al comienzo, seguido de Jim Redman, Mike Hailwood y Bill Ivy, pero rápidamente retrocedió. Una gran pelea surgió entre Read y Hailwood, quienes cambiaron de posición varias veces por vuelta. En el séptimo giro, Read señaló su freno delantero cuando pasó el box, y ahí la batalla terminó. Hailwood acumuló una pequeña ventaja y terminó 11 segundos por delante. Redman estaba considerablemente detrás pero, sin embargo, ocupó el tercer lugar.

| Pos. | Piloto           | Moto     | Tiempo     | Pts. |
| ---- | ---------------- | -------- | ---------- | ---- |
| 1    | Ernst Degner     | Suzuki   | 27'58"0    | 8    |
| 2    | Hugh Anderson    | Suzuki   | + 5" 5     | 6    |
| 3    | Luigi Taveri     | Honda    | + 6" 4     | 4    |
| 4    | Mitsuo Itoh      | Suzuki   | + 31" 8    | 3    |
| 5    | Ralph Bryans     | Honda    | + 44" 2    | 2    |
| 6    | Cees van Dongen  | Kreidler | + 2' 38" 5 | 1    |
| 7    | Toshio Fujii     | Suzuki   | + 3' 26" 5 |      |
| 8    | Barry Smith      | Derbi    | + 1 Vuelta |      |
| 9    | Raymond Bogaerdt | Honda    |            |      |
| 10   | Oscar Pastro     | Derbi    |            |      |
| Ret  | Michio Itchino   | Suzuki   | Ret        |      |